# Petrus Hofman Peerlkamp
Petrus Hofman Peerlkamp, né le 2 février 1786 Groningue et mort le 28 mars 1865 à Hilversum, est un savant classique et critique néerlandais.

## Biographie
Né le 2 février 1786 Groningue, Petrus Hofman Peerlkamp descend d'une famille de réfugiés français nommés Perlechamp.
Il est professeur de littérature ancienne et d'histoire universelle à Leyde de 1822 à 1849, date à laquelle il démissionne de son poste et se retire à Hilversum, où il meurt le 28 mars 1865.

## Travail
Il est le fondateur de la méthode subjective de critique textuelle, qui consiste à rejeter chez un auteur classique tout ce qui ne correspond pas à la norme de ce que cet auteur, selon le critique, aurait dû écrire. Son ingéniosité dans cette direction, dans laquelle il est allé beaucoup plus loin que Bentley, s'exerça principalement sur les Odes d'Horace (dont il a déclaré la plus grande partie fallacieuse), et l’Énéide de Virgile.
Il édita également l’Ars Poetica et les Satires d'Horace, l’Agricola de Tacite, le roman de Xénophon d'Éphèse, et fut l'auteur d'une histoire des poètes latins des Pays-Bas (De vita, doctrina, et facultate Nederlandorum qui carmina latina composuerunt, 1838).
Voir L Müller, Gesch. der klassischen Philologie in den Niederlandes (1869), et JE Sandys, Hist. of Class. Schol. (1908), iii. 276.